# Joniny Małe
Joniny Małe [pronunciación en polaco: /jɔˈninɨ ˈmawɛ/] es un asentamiento ubicado en el distrito administrativo de Gmina Karsin, dentro del Condado de Kościerzyna, Voivodato de Pomerania, en Polonia del norte. Se encuentra aproximadamente a 9 kilómetros al norte de Karsin, a 17 kilómetros al sur de Kościerzyna, y a 65 kilómetros al suroeste de la capital regional Gdansk.
Para detalles de la historia de la región, véase Historia de Pomerania.